# Sofia Vicoveanca
Sofia Vicoveanca (numele real fiind Sofia Fusa, căsătorită Micu; n. 23 septembrie 1941, Toporăuți, România, actualmente în Ucraina) este o interpretă română de muzică populară din Suceava. Este supranumită regina sau privighetoarea cântecului bucovinean.

## Cariera muzicală
Sofia Vicoveanca s-a născut la data de 23 septembrie 1941 în comuna Toporăuți (Toporuica de astăzi), localitate aflată în apropiere de orașul Cernăuți (astăzi în Ucraina), primind la naștere numele de Sofia Fusa. A fost unul din cei patru copii ai familiei de negustori Gheorghe și Veronica Fusa.
Copilăria i-a fost întunecată de greutăți, tatăl său fiind luat prizonier de sovietici, după anexarea Bucovinei de Nord de către Uniunea Sovietică. Împreună cu mama sa, Sofia s-a refugiat la o mătușă Sofia Ișan și Vespazian Șorodoc (palimar biserica ortodoxa) de pe balta din Bivolarie - Vicovu de Sus și a urmat Școala Primară din Bivolărie (lângă Caminul Cultural Bivolărie și Grupul Școlar cu deficiențe de auz din Bivolărie), ulterior s-a mutat cu familia în comuna Vicovu de Jos (lângă fabrica de cherestea) unde și-a petrecut copilăria. „Părinții mei au fost înstăriți acolo, la Cernăuți, au avut prăvălie, case, vite, cai, dar aici nu mai aveam nimic”, a mărturisit mai târziu. Din dragoste pentru satul copilăriei, i-a împrumutat ulterior numele, alegându-și numele de scenă Sofia Vicoveanca. 
Din copilărie, constrânsă de greutățile materiale prin care treceau refugiații, micuța Sofia a învățat să coasă, să țeasă covoare, să împletească, să croiască etc. A absolvit Școala Populară de Artă din Suceava și a fost angajată, prin concurs, în anul 1959 ca solistă de muzică populară la Ansamblul de Cântece și Dansuri "Ciprian Porumbescu" din Suceava. În anul 1965, îi apare primul său disc. Din anul 1998, devine solistă de muzică populară la Ansamblul Rapsozii Botoșanilor.
„Munca aduce foarte multă bucurie, nimic nu-ți pică din cer, nimeni nu-ți dă. Dacă nu muncești, nu ai! (...) Nu m-am gândit niciodată să fiu solistă, dar la examenul pentru început de stagiune eu am cântat un cântec popular. Juriul a decis că-i musai să cânt de-atunci încolo muzică populară. Am continuat să cant și în cor o vreme, în pauzele din spectacol; schimbam repede-repede rochia lungă de coristă cu costumul popular și țusti în scenă. Cu timpul, mi-am învins emoțiile, mi-am făcut un repertoriu propriu (eu nu am cântat niciodată cântecele altor interpreți), a fost norocul meu că am și venit dintr-o zonă foarte bogată în folclor și am avut ce culege de la bătrânii și de la lăutarii din sat. ”—Sofia Vicoveanca
Numele de scenă a fost ales deoarece directorul ansamblului artistic unde era angajată a considerat că numele Sofia Fusa nu avea rezonanță artistică și astfel a numit-o Vicoveanca (de la zona de proveniență).
Sofia Vicoveanca a fost căsătorită cu ziaristul sucevean Victor Micu, care a decedat în aprilie 2001, la vârsta de 70 de ani. El a lucrat timp de peste 40 de ani la ziarul Zori noi din Suceava, devenit după decembrie 1989 Crai Nou. Împreună, cei doi au un fiu.
A efectuat imprimări la Radio București și Iași, pentru televiziune și la Casa de discuri Electrecord. În întreaga sa carieră a scos 13 discuri personale și 6 în colaborare, 17 casete audio, 22 CD-uri și 2 DVD-uri. 
S-a remarcat și prin culegerea de folclor muzical din zona Bucovinei. 
A susținut spectacole cu diferite formații artistice în țară și în străinătate, făcând turnee în Israel, Portugalia, SUA, Franța, Danemarca, Germania, Iugoslavia ș.a.
Solista Sofia Vicoveanca a făcut cunoscută zona Bucovinei prin cântecele sale încărcate de emoții și stări ale țăranului bucovinean.   
În cei peste 60 de ani de carieră, artista și-a alcătuit un repertoriu cât mai variat, reușind să adune nestemate din fiecare moment important din viața omului. Acesta cuprinde cântece de leagăn (”Dragul mamii, puiuț mic”, ”Haida liuli, liuli, dormi”, ”Liuli, liuli, puiuț dulce” etc.), de nuntă, respectiv din ritualul acesteia ( ”Mamă soacră, mamă soacră”, ”Joacă nunta pe surcele”, ”Cântec la zestre”, ”Doamne-ajută-ntr-un ceas bun”, ”Ia-ți mireasă, iertăciune”, ”Sănătate, eu mă duc”, ”Hai la joc, mai vătăjei” etc.), cântece satirice (”La Vârvara laudată”, ”Mi-o zis mama să joc sus”, ”Eu-s femeie cumsecade”, ”Badea-n joc, ușor ca vântul”, ”Fa leliță, lelișoară” etc.), cântece cu o încărcătură emoțională foarte puternică (”Of, urât și iar urât”, ”Cu bărbatul băutor”, ”Supărarea, bate-o Doamne”, ”Lume, lume trecătoare”, ”Celui ce-o lăsat oftatul” etc.), cântece de dragoste și de dor (”Bădișor, mustață neagră”, ”Hai fuguța, Măriuță”, ”Valiu, valiu, ce-am pățit”, ”Ce mi-i drag, nu mi-i urât”, ”Ce ești bade bănuit” etc.). O mare pondere în repertoriul artistei, o au cântecele de joc, cărora artista le așează îndeosebi texte satirice (”Am trăit bine cu jocul”, ”Asta-i hora mare”, ”Ăsta-i joc de pe la noi”, ”Haida roată, măi flăcăi”, ”Lume drag-am petrecut”, ”Singură-mi fac voie bună”, ”Gospodarii satului” etc.).   
De remarcat este faptul că în anul 1985 interpreta a înregistrat alături de orchestra maestrului George Sîrbu un disc cu 18 piese alese din culegerile efectuate de către folcloristul Alexandru Voevidca (”Focul de la inimioară”, Of, puiuțul meu drăguț”, ”Te duci bade cu cătane”, ”Eu la lacrimi nu bag seamă”, ”Știi tu, bade, ce ți-am spus” etc.). La câteva dintre aceste piese, Sofia Vicoveanca este însoțită de către un mic grup vocal feminin (”Măi bădiță cu păr tuns”, ”Nu știu puiul ce nu vine”, ”Cine are dor pe vale”, ”Munte, munte, piatră seacă”, ”Ardă cămeșa pe tine”).   
De asemenea, pe parcursul celor peste 60 de ani de carieră, Sofia Vicoveanca a înregistrat un număr de aproximativ 50 de doine, cântece doinite, balade, chiar bocete și blesteme (”Foaie verde poamă”, ”După ploi, zile senine”, ”Spune-mi, spune-mi mamă”, ”Balada Catrinei”, ”Balada miresei părăsite”, ”Sâmbătă la iarmaroc”, ”Inimă, pământ glodos”, ”Scoală, scoală și privește”, ”Cântă cucu-n vârf de nuc”, ”Singurică-s, singurea”, ”Lume și iar lume dragă” etc.).  
După 1990, aceasta a adus la lumină și o parte din ritualurile sărbătorilor de iarnă (”Ursăreasca”, ”Jocul ursului”, ”Jocul caprelor”, ”Ia uitați căluții mei” etc.), gravate alături de câteva colinde bucovinene (”Sculați gazde, nu dormiți”, ”Steaua pe cer strălucea”, ”Leru-i, Doamne, ler”, ”Maica Sfâtă-L Ține-n Brațe”, ”Auzit-am, auzit” etc.) pe 2 CD-uri realizate în 2008, respectiv în 2019. Pe CD-ul ”În seara de Ajun - Colinde și obiceiuri de iarnă” (2008) regăsim chiar și un colind pascal (”Domnul Sfânt cu ucenicii”).  
Artista are în repertoriu și 4 cântece de ”viață nouă” realizate înainte de 1989, dar ”care trăiesc și azi”: ”Bucovină, mândră floare”, ”Mă mândresc că sunt româncă”, ”De-aici, din Țara de Sus” și ”Pentru toți românii mei”.  
,A jucat și în câteva filme românești, dovedind un real talent actoricesc.  
A publicat cinci volume de versuri și proză, unele dintre ele fiind ilustrate cu desene în creion (”Din lumea cântecelor mele” - așa cum mărturisea artista) și cu fotografii din arhiva personală: ”Dureri ascunse” (1996), ”Cu inima-n palme” (2004), ”Taine în adânc păstrate” (2009), ”Din culisele sufletului” (2019) și ”Drum de cântec și credință” (2022).

## Premii și recunoașteri obținute

### Distincții
- Medalia Meritul Cultural clasa I (25 decembrie 1967) „pentru merite deosebite în opera de construire a socialismului, cu prilejul celei de-a XX-a aniversări a proclamării Republicii”[7]

Ca o recunoaștere a activității sale de aproape 50 ani în slujba muzicii populare românești, Sofiei Vicoveanca i-au fost decernate mai multe distincții cum ar fi: "Meritul Cultural" clasa a IV-a (1973); Medalia "Tudor Vladimirescu" cl. I (1975); Medalia "Meritul Cultural" cl. I (1976); Crucea Națională "Serviciul Credincios" clasa a III-a (2002); Ordinul Național "Meritul Cultural" în grad de Mare Ofițer (2004) etc.
Președintele României Ion Iliescu i-a conferit artistei Sofia Vicoveanca la 29 noiembrie 2002 Crucea națională Serviciul Credincios clasa a III-a, „pentru crearea și transmiterea cu talent și dăruire a unor opere literare semnificative pentru civilizația românească și universală”.  El i-a conferit la 7 februarie 2004 și Ordinul Meritul Cultural în grad de Mare Ofițer, Categoria D - "Arta Spectacolului", „în semn de apreciere a întregii activități și pentru dăruirea și talentul interpretativ pus în slujba artei scenice și a spectacolului”. 
Cu ocazia zilei Majestății Sale Regele Mihai, la 25 octombrie 2014 a primit din partea Casei Regale a României, prin intermediul Principesei Moștenitoare Margareta, decorația Ordinul Coroana României în grad de cavaler. Ceremonia s-a desfășurat la Castelul Peleș, fiind urmată de un dineu în onoarea Regelui.
În după-amiaza zilei de 25 noiembrie 2021, Sofia Vicoveanca a primit din partea Înaltpreasfințitului Părinte Calinic, Arhiepiscopul Sucevei și Rădăuților, cea mai înaltă distincție pentru mireni a Arhiepiscopiei Sucevei și Rădăuților – Ordinul „Crucea Bucovinei”. Ordinul „Crucea Bucovinei” a fost înmânat doamnei Sofia Vicoveanca de către Preasfințitul Părinte Damaschin Dorneanul, Episcop Vicar al Arhiepiscopiei Sucevei și Rădăuților și textul de vrednicie al Ordinului a fost citit de pr. Constantin Oprea.
A primit titlul de Cetățean de Onoare al localităților Suceava, Rădăuți, Siret, Pojorâta, Ciocănești și Vicov (jud. Suceava), precum și al comunelor Ion Creangă din județul Neamț și Cicârlău, din județul Maramureș. 
Sofia Vicoveanca a cumpărat în satul Vicovul de Jos un teren de 9 ari, construind o casă nouă, în stil bătrânesc, cu cerdac și cu mansardă în care a amenajat un mic muzeu etnografic, cuprinzând o expoziție de costume țărănești și obiecte de artă populară. Interiorul casei a fost decorat cu lucrurile proprii unui interior de casă țărănească: ladă de zestre, blidar (dulap cu blide), covoare pe perete, icoane, ștergare, legănuț pentru copil și costumele populare purtate de ea.
„Eu mă regăsesc mai mult în cântecele de dor, de jale, de amar, bocete, chiar blesteme, piese de o mare încărcătură emoțională, de o mare profunzime a textului, și tocmai de aceea - foarte greu de interpretat. Nu sunt o cântăreață de ritm, dar nevoia m-a făcut și dintr-aceea, pentru că omul vine în sala de spectacol și vrea să-și bucure sufletul. Nu știu cât place, dar știu că nu se confundă glasul meu, omul îl reține. Nu mi-a fost greu să port costumul, pentru că în acest costum eu m-am născut. ”—Sofia Vicoveanca

## Discografie
Discografie Sofia Vicoveanca
| An   | Număr de catalalog                                                              | Format                 | Lista pieselor în ordinea în care sunt editate pe materialele discografice | Durata melodie | Acompaniament | Casa de Discuri                               |
| ---- | ------------------------------------------------------------------------------- | ---------------------- | --- | --- | --- | --------------------------------------------- |
| 1966 | EPC 689 (Cântec de nuntă)                                                       | vinil, EP, 17 cm       | A1. Cântec de nuntă A2. Bătrâneasca de la Vicov (Om frumos ca dumnealui) A3. Bade mă întreabă mama A4. Jocul țapinarilor | 1:00 1:45 1:30 1:40 | Orchestra Ansamblului "Ciprian Porumbescu" din Suceava Dirijor: George Sîrbu | Electrecord                                   |
| 1967 | EPC 845 (Sunt fată de moldovean)                                                | vinil, EP, 17 cm       | A1. Sunt fată de moldovean A2. Așa-i fata vicoveană A3. Lăsați hora slobodă B4. Ușurică-s, ușurea B5. M-am gătit astăzi de joc | 1:45 1:41 1:15 1:57 1:43 | Orchestra Ansamblului "Ciprian Porumbescu" din Suceava Dirijor: George Sîrbu | Electrecord                                   |
| 1968 | EPC 10.066 (Când mergi, bade, la pădure)                                        | vinil, EP, 17 cm       | A1. Când mergi, bade, la pădure A2. Ciuboțică, hai la joc (Opincuță, hai la joc) B1. C-așa jucau bătrânii B2. Horă cu strigături | 2:15 1:15 1:38 2:00 | Orchestra Gheorghe Zamfir Dirijor: Gheorghe Zamfir (1, 2, 3) Orchestra Ansamblului "Ciprian Porumbescu" din Suceava Dirijor: George Spîrlea (4) - Duet cu Traian Straton | Electrecord                                   |
| 1971 | EPC 10.174 (Cântec de nuntă)                                                    | vinil, EP, 17 cm       | A1. Cântec de nuntă (Joacă nunta pe surcele) A2. Balada Catrinei B3. Culăeș de la Mitoc B4. Pe sub deal, pe sub pădure B5. Când îngână noaptea zorii | 2:00 4:25 1:53 1:48 2:13 | Orchestra de muzică populară a Radioteleviziunii Dirijor: Radu Voinescu | Electrecord                                   |
| 1974 | STM-EPE 0964 (Cântec vechi de cătănie)                                          | vinil, LP, 30 cm       | A1. Cântec vechi de cătănie (Ard-o focu' cătănie) A2. A trecut viața ca gândul A3. Jocul arcanului A4. Cântec de leagăn A5. Dorule, tu ești un câine A6. Haida roată măi flăcăi B1. Tot am zis mă duc, mă duc B2. Nevastă ca mine nu-i B3. Doru-i dor și omu-i om B4. Joc din Vicov B5. Când eram la mama fată B6. Cântec de zestre | 2:45 1:42 3:03 1:41 3:10 1:49 3:36 1:55 2:30 1:45 2:58 1:51                                                                                                | Orchestra populară a ansamblului "Ciprian Porumbescu" din Suceava Dirijor: George Sîrbu | Electrecord                                   |
| 1974 | STM-EPE 0994 Bucovine II (Coutumes)                                             | vinil, LP, 30 cm       | B17. Scoală, scoală și privește (Bocet) | 3:18 | Orchestra populară a ansamblului "Ciprian Porumbescu" din Suceava Dirijor: George Sîrbu | Electrecord                                   |
| 1975 | ST-EPE 01170 Bucovină, mândră floare                                            | vinil, LP, 30 cm       | A1. Bucovină, mândră floare A2. După ploi, zile senine A3. La femei așa le place A4. Cine a scornit doina A5. Ce ești bade bănuit B1. Trilișeștii din Iaslovăț B2. Inimă, pământ glodos B3. Cine-a zis dragoste mare B4. Care cuc mi-a cântat mie B5. Hora de la Stupca | 2:23 2:41 2:22 5:12 2:20 3:22 3:24 2:58 2:45 | Orchestra George Sârbu Dirijor: George Sârbu | Electrecord                                   |
| 1977 | STC 0037 Bucovină, mândră floare                                                | casetă audio           | A1. Bucovină, mândră floare A2. După ploi, zile senine A3. La femei așa le place A4. Cine a scornit doina A5. Ce ești bade bănuit A6. Joc din Vicov A7. Cântec vechi de cătănie B1. Trilișeștii din Iaslovăț B2. Inimă, pământ glodos B3. Cine-a zis dragoste mare B4. Care cuc mi-a cântat mie B5. Hora de la Stupca A6. Tot am zis mă duc, mă duc A7. Jocul arcanului | 2:23 2:41 2:22 5:12 2:20 1:45 2:45 2:20 3:22 3:24 2:58 2:45 3:36 3:03                                                                                      | Orchestra ansamblului "Ciprian Porumbescu" din Suceava Dirijor: George Sîrbu | Electrecord                                   |
| 1977 | STM-EPE 01260 Recontre avec la Roumanie -Moldavie- Trésors Folkoriques Roumains | vinil, LP, 30 cm       | A4. Cântec de leagăn A6. Du-te dorule-n pustie (Jelui-m-aș și n-am cui) | 2:54 2:57 | Orchestra Paraschiv Oprea Dirijor: Paraschiv Oprea | Electrecord                                   |
| 1977 | STM-EPE 01434 Eu cânt ca mi-i lumea dragă                                       | vinil, LP, 30 cm       | A1. Asta-i hora mare A2. Ardă-l focu, măritat A3. Eu cânt că mi-i lumea dragă A4. La o parte, faceți loc A5. Foaie verde poamă A6. Mă mândresc ca sunt româncă B1. Ursăreasca la podea B2. Știi mamă ce-am pus de gând? B3. Cântec de nuntă B4. Balada lui Ștefan cel Mare B5. De la mine pân' la badea B6. Mult mi-e drag să joc, să cânt | 4:06 2:55 5:04 3:05 4:00 2:40 3:35 4:34 2:38 3:33 3:05 2:32                                                                                                | Orchestra George Sârbu Dirijor: George Sârbu | Electrecord                                   |
| 1978 | EPE 01427 Cântă inimă și spune                                                  | vinil, LP, 30 cm       | A2. Cine-și uită neam și țară | 2:40 | Orchestra Radioteleviziunii Dirijor: Radu Voinescu | Electrecord                                   |
| 1978 | ST-EPE 01481 Ensemble Folklorique "Ciprian Porumbescu" - Suceava                | vinil, LP, 30 cm       | A2. Vorbă din bătrâni se trage (Frumos cu frumos se place) | 2:10 | Orchestra populară a ansamblului "Ciprian Porumbescu" din Suceava Dirijor: George Sîrbu | Electrecord                                   |
| 1978 | ST-EPE 01527 & ST-EPE01528 Nuntă la români - Bucovina                           | vinil, dublu LP, 30 cm | 3h. Ia-ți, mireasă, iertăciune 6b. Urâtă-i femeia mută 6h. Păhărel cu floricele 8h. Sănătate, eu mă duc | 1:15 1:25 1:50 1:25 | Orchestra populară a ansamblului "Ciprian Porumbescu" din Suceava Dirijor: George Sîrbu | Electrecord                                   |
| 1979 | STM-EPE 01570 Ca la Vicov                                                       | vinil, LP, 30 cm       | A1. Ca la Vicov A2. Of urât, și iar urât A3. Nu știu mamă, al meu bine A4. Omu-n lume-i ca și iarba A5. Plângi mireasă și nu sta A6. La crâșma cu poloboace B1. Scripcăraș cu strună veche B2. Dragul mamei, puiuț mic B3. Alunaș de pe deluț B4. Pe imașul satului B5. Cântec haiducesc B6. Cine nu-i cu horile | 1:25 2:40 5:05 2:01 3:48 2:45 1:54 4:55 1:59 2:05 5:35 2:08                                                                                                | Orchestra George Sârbu Dirijor: George Sârbu | Electrecord                                   |
| 1981 | ST-EPE 01907 Dragi îmi mai sunt horile                                          | vinil, LP, 30 cm       | A1. Hora mare cu strigături A2. Leagănă-te, brad, în vânt A3. Nu mă da, mamă, cu sila A4. Hai, bărbate, la cosit A5. De te duci cumva în lume A6. Sculați, gazde, nu dormiți A7. Dragi îmi mai sunt horile B8. Hai cu toți la Bălăceană B9. Cântec de leagăn B10. Măi bărbate, măi om bun B11. Noi mergem după mireasă B12. Să trăiască omul meu B13. Spune-mi spune-mi mamă B14. Mugurel de primăvară (De-aici, din Țara de Sus) | 2:15 2:05 4:04 2:38 2:02 1:39 1:58 2:00 2:35 2:04 2:06 1:36 2:50 2:26                                                                                      | Orchestra George Sârbu Dirijor: George Sârbu | Electrecord                                   |
| 1982 | STC 00177 (Horă mare cu strigături)                                             | casetă audio           | A1. Horă mare cu strigături A2. Leagănă-te, brad, în vânt A3. Nu mă da, mamă, cu sila A4. Hai, bărbate, la cosit A5. De te duci cumva în lume A6. Sculați, gazde, nu dormiți A7. Dragi îmi mai sunt horile A8. Ca la Vicov A9. Of urât, și iar urât A10. Omu-n lume-i ca și iarba B11. Hai cu toti la Bălăceană B12. Cântec de leagăn B13. Măi bărbate, măi om bun B14. Noi mergem după mireasă B15. Să trăiască omul meu B16. Spune-mi spune-mi mamă B17. Mugurel de primăvară (De-aici, din Țara de Sus) B18. Alunaș de pe deluț B19. Pe imașul satului B20. Cine nu-i cu horile | 2:15 2:05 4:04 2:38 2:02 1:39 1:58 1:25 2:40 2:01 2:00 2:35 2:04 2:06 1:36 2:50 2:26 1:59 2:05 2:08                                                        | Orchestra George Sârbu Dirijor: George Sârbu | Electrecord                                   |
| 1983 | ST-EPE 02302 Lume, cine ți-o zis lume                                           | vinil, LP, 30 cm       | A1. Lume, cine ți-o zis lume A2. Ca și frunza veștejește A3. Ce mi-i drag, nu mi-i urât A4. Doinele din ce-s făcute A5. Hai bărbate, la cosit A6. Ăsta-i joc de pe la noi A7. Fa, Frusină A8. Toată lumea noaptea doarme A9. Vai de mine, ce să fac A10. Ce stai lelișoară-n prag A11. Măi codrule, măi | 3:04 2:39 2:47 3:52 1:52 2:04 3:11 2:42 1:27 3:04 3:24 | Orchestra George Sârbu Dirijor: George Sârbu Înregistrări RTV | Electrecord                                   |
| 1985 | ST-EPE 02667 Cântece din culegerea Voevidca                                     | vinil, LP, 30 cm       | A1. Mândru-i jocul de feciori A2. În poiana codrului A3. Cine are dor pe vale A4. Of, puiuțu' meu drăguț A5. De ți-o fi de mine dor A6. Focu' de la inimioară A7. Munte, munte piatră seacă A8. Te duci bade cu cătane A9. Prin pădurea rară-n jos B10. Săleacu', puiuțul meu B11. Știi tu bade, ce ți-am spus B12. Nu știu puiuț ce nu vine B13. Eu la lacrimi nu bag seama B14. Amărâtă turturică B15. Măi bădiță cu păr tuns B16. Ardă cămeșa pe tine B17. Nu crede flăcăului B18. Ce iubeam acum un an B19. Mândru-i jocul de feciori | 1:35 2:39 2:03 1:27 1:52 1:25 1:58 2:17 1:14 2:51 2:16 1:35 2:56 3:45 2:16 1:59 1:52 0:51                                                                  | Orchestra George Sârbu Dirijor: George Sârbu | Electrecord                                   |
| 1987 | ST-EPE 03145 Greu îi dorul când îi dor                                          | vinil, LP, 30 cm       | A1. Pe-o coastă, pe-un delușor A2. Șapte mândre-ți țin cărarea (Murele sunt ochii tăi) A3. Măi bădiță din Bosanci A4. Cine-n lume-o scornit jocul A5. Gospodarii satului A6. Hai la joc, pe rând, pe rând B7. Hai la joc, măi vătăjei B8. Asta-i horă bătrânească B9. Cântă cucu-n vârf de nuc B10. Drag mi-e badea, bălănel B11. Greu îi dorul, când îi dor B12. Bate vânt de primăvară | 3:01 2:22 3:45 2:15 1:25 2:01 1:25 2:24 3:27 2:31 2:42 2:20                                                                                                | Orchestra Viorel Leancă Dirijor: Viorel Leancă | Electrecord                                   |
| 1987 | STC 00451 Pe-o coastă, pe-un delușor                                            | casetă audio           | A1. Pe-o coastă, pe-un delușor A2. Șapte mândre-ți țin cărarea (Murele sunt ochii tăi) A3. Prin pădurea rară A4. Măi bădiță din Bosanci A5. Cine-n lume-o scornit jocul A6. Gospodarii satului A7. Hai la joc, pe rând, pe rând A8. Lume, cine ți-o zis lume A9. Ca și frunza, veștejește B10. Hai la joc, măi vătăjei B11. Asta-i horă bătrânească B12. Cântă cucu-n vârf de nuc B13. Drag mi-e badea, bălănel B14. Greu îi dorul, când îi dor B15. Bate vânt de primăvară B16. Ța, ța, ța, căpriță (Jocul caprelor) B17. Ce mi-i drag, nu mi-i urât B18. Toată lumea noaptea doarme | 3:01 2:22 1:52 3:45 2:15 1:25 2:01 3:04 2:39 1:25 2:24 3:27 2:31 2:42 2:20 1:45 2:47 2:42                                                                  | Orchestra Viorel Leancă Dirijor: Viorel Leancă (A1-A7, B10-B16) Orchestra George Sârbu Dirijor: George Sârbu (A8-A9, B17-B18) Înregistrări RTV | Electrecord                                   |
| 1987 | ST-EPE 03158 Țara mea, grădină-n floare                                         | vinil, LP, 30 cm       | B7. Pentru toți românii mei | 2:40 | - | Electrecord                                   |
| 1989 | ST-EPE 03556 Când aud fluier și scripcă                                         | vinil, LP, 30 cm       | A1. Cine la joc nu se prinde A2. Bădiță din Voitinelu A3. Toamna când se duc recruții A4. Zi-mi, scripcare, la găină A5. Hai la joc, la joc, la joc! B6. Măi cobzare, măi cobzare B7. Și iar paie de secară (Am un dor ce mă omoară) B8. Văleu, văleu, ce-am pățit? (Valiu, valiu, ce-am pățit?) B9. Cântec de leagăn | 2:17 2:45 1:55 2:11 1:58 2:37 2:46 2:34 3:12 | Orchestra Viorel Leancă Dirijor: Viorel Leancă | Electrecord                                   |
| 1989 | STC 00589 (Bădiță din Voitinelu)                                                | casetă audio           | A1. Bădiță din Voitinelu A2. Am un dor ce mă omoară A3. Toamna când se duc recruții A4. Valiu, valiu, ce-am pățit A5. Măi cobzare, măi cobzare A6. Zi-mi, scripcare, la găină A7. Cine la joc nu se prinde A8. Cântec de leagăn A9. Hai, la joc, la joc, la joc! (Joc cu strigături) B10. Asta-i hora mare B11. Vai de mine, ce să fac B12. Ăsta-i joc de pe la noi B13. Ce stai lelișoară-n prag B14. La o parte, faceți loc B15. Ursăreasca la podea B16. Cântec de nuntă B17. Mult mi-i drag să joc, să cânt | 2:45 2:46 1:55 2:34 2:37 2:11 2:17 3:12 1:58 4:06 1:27 3:04 2:04 3:05 3:35 2:38 2:32                                                                       | Orchestra Viorel Leancă Dirijor: Viorel Leancă (A1-A9) Orchestra George Sârbu Dirijor: George Sârbu (B10, B14-B17) Orchestra RTV Dirijor: George Sârbu (B11-B13) | Electrecord                                   |
| 1992 | ST-EPE 04124 Pentru toți românii mei                                            | vinil, LP, 30 cm       | A1. Pentru toți românii mei A2. Când aud fluier și scripcă A3. Pavăl, Păvălaș A4. Mi l-o luat pe badea la arcan A5. Haida liuli, liuli, dormi A6. Supărarea bate-o, Doamne A7. Când eram nevastă nouă B8. Am trăit bine cu jocul B9. Măi, Ionică, măi B10. Merg torcând, cărarea-i lungă B11. Vecină gălbinicioasă B12. Zi-mi, măi, dor, ce ai cu mine B13. Arde foc sub opincuță B14. Singurică-s, singurea B15. Cine ne-o înstrăinat | 2:38 3:07 2:40 1:45 3:19 2:37 2:53 2:08 2:33 2:55 1:25 2:01 1:50 5:06 2:24                                                                                 | Orchestra "Lăutarii" din Chișinău Dirijor: Nicolae Botgros | Electrecord                                   |
| 1992 | STC 00807 (Pentru toți românii mei)                                             | casetă audio           | A1. Pentru toți românii mei A2. Când aud fluier și scripcă A3. Pavăl, Păvălaș A4. Mi l-o luat pe badea la arcan A5. Haida liuli, liuli, dormi A6. Supărarea bate-o, Doamne A7. Când eram nevastă nouă A8. Vină, cucule, în sat B1. Am trăit bine cu jocul B2. Măi, Ionică, măi B3. Merg torcând, cărarea-i lungă B4. Vecină gălbinicioasă B5. Zi-mi, măi, dor, ce ai cu mine B6. Arde foc sub opincuță B7. Singurică-s, singurea B8. Cine ne-o înstrăinat B9. Măi cobzare, măi cobzare | 2:38 3:07 2:40 1:45 3:19 2:37 2:53 3:52 2:08 2:33 2:55 1:25 2:01 1:50 5:06 2:24 2:36                                                                       | Orchestra "Lăutarii" din Chișinău Dirijor: Nicolae Botgros | Electrecord                                   |
| 1995 | P 3006 Am trăit bine cu jocul                                                   | casetă audio           | A1. Mă mândresc că sunt româncă A2. Când aud fluier și scripcă A3. Am trăit bine cu jocul A4. Vecină gălbinicioasă A5. Arde foc sub opincuță A6. Asta-i hora mare A7. Sculați gazde, nu dormiți A8. Măi bădiță din Bosanci B1. Hai la joc, măi vătăjei B2. Drag mi-e badea bălănel B3. Hai la joc, la joc, la joc! B4. Măi cobzare, măi cobzare! B5. Ca și frunza veștejește B6. Ăsta-i joc de pe la noi B7. Toată lumea noaptea doarme B8. Supărarea bate-o Doamne | 2:40 3:07 2:08 1:25 1:50 4:06 1:39 3:45 1:25 2:31 1:58 2:37 2:39 2:04 2:42 2:37                                                                            | Orchestra George Sârbu Dirijor: George Sârbu (A1, A6-A7, B5-B7) Orchestra "Lăutarii" din Chișinău Dirijor: Nicolae Botgros (A2-A5, B8) Orchestra Viorel Leancă Dirijor: Viorel Leancă (A8-B4) | Poker Sound by Roton                          |
| 1996 | RO 3006/ STC 001128 Am trăit bine cu jocul                                      | casetă audio           | A1. Am trăit bine cu jocul A2. Când aud fluier și scripcă A3. Vecină gălbinicioasă A4. Asta-i hora mare A5. Supărarea, bate-o Doamne! A6. Măi, bădiță din Bosanci A7. Mă mândresc că sunt româncă A8. Drag mi-e badea bălănel B9. Hai la joc, măi vătăjei! B10. Măi cobzare, măi cobzare B11. Toată lumea noaptea doarme B12. Arde foc sub opincuță B13. Hai la joc, la joc, la joc! B14. Ca și frunza veștejește B15. Ăsta-i joc de pe la noi B16. Pavăl, Păvălaș B17. Mi l-o luat pe badea la arcan B18. Pentru toți românii mei | 2:08 3:07 1:25 4:06 2:37 3:45 2:40 2:31 1:25 2:37 2:42 1:50 1:58 2:39 2:04 2:40 1:45 2:38                                                                  | Orchestra "Lăutarii" din Chișinău Dirijor: Nicolae Botgros (A1-A3, A5, B12, B16-B18) Orchestra George Sârbu Dirijor: George Sârbu (A4, A7, B11, B14-B15) Orchestra Viorel Leancă Dirijor: Viorel Leancă (A6, A8-B10, B13) | Editor: Electrecord Producător: Roton S.R.L   |
| 1997 | RoCD 126 Doamne-ajută-ntr-un ceas bun                                           | compact disc           | 1. Bat pământul fără milă 2. Mamă soacră, mamă soacră 3. Arz-o focu' cale lungă 4. Haideti feciorași la joc 5. Celui ce-o lăsat oftatul 6. Doamne-ajută-ntr-un ceas bun 7. Savetucă, Savetucă 8. Merg tocând, cărarea-i lungă 9. Hai la hora mare 10. Nu-s frumoasă, nici n-am fost 11. Mămucă, când m-ai făcut 12. Of, of, Iliuță 13. Lume și iar lume dragă 14. Jocul caprelor 15. Prin pădurea rară 16. Când am fost nevastă nouă | 2:53 1:57 2:09 2:18 3:13 2:35 2:55 2:30 4:15 2:27 1:56 3:32 1:36 1:41 2:53                                                                                 | Orchestra "Lăutarii" din Chișinău Dirijor: Nicolae Botgros | Roton                                         |
| 1997 | RoMC 3110 Doamne-ajută-ntr-un ceas bun                                          | casetă audio           | A1. Bat pământul fără milă A2. Mamă soacră, mamă soacră A3. Arz-o focu' cale lungă A4. Haideti feciorași la joc A5. Celui ce-o lăsat oftatul A6. Doamne-ajută-ntr-un ceas bun A7. Savetucă, Savetucă A8. Merg tocând, cărarea-i lungă B9. Hai la hora mare B10. Nu-s frumoasă, nici n-am fost B11. Mămucă, când m-ai făcut B12. Of, Of, Iliuță B13. Lume și iar lume dragă B14. Jocul caprelor B15. Prin pădurea rară B16. Când am fost nevastă nouă | 2:53 1:57 2:09 2:18 3:13 2:35 2:55 2:30 4:15 2:27 1:56 3:32 1:36 1:41 2:53                                                                                 | Orchestra "Lăutarii" din Chișinău Dirijor: Nicolae Botgros | Roton                                         |
| 1999 | EDC 309 De dor, de frumos pe lume                                               | compact disc           | 1. Asta-i hora mare 2. Spune-mi, spune-mi mamă 3. Vecină gălbinicioasă 4. Inimă, pământ glodos 5. Hai la joc, la joc, la joc! 6. Of, urât și iar urât! 7. Am trăit bine cu jocul 8. Cântă cucu-n vârf de nuc 9. Toată lumea noaptea doarme 10. Arde foc sub opincuțe 11. Drag mi-i badea bălănel 12. Supărarea, bat-o, Doamne! 13. Ăsta-i joc de pe la noi 14. Singurică-s, singurea 15. Măi, bădiță, din Bosanci 16. Când aud fluier și scripcă 17. Dragul mamii, puiuț mic 18. Noi mergem după mireasă 19. Alunaș de pe deluț 20. La crâșma cu poloboace 21. Scripcăraș cu strună veche 22. Cântec haiducesc 23. Trilișeștii din Iaslovăț 24. După ploi, zile senine 25. Hora mare cu strigături | 4:03 2:50 1:25 3:22 1:58 2:40 2:08 3:27 2:42 1:50 2:31 2:37 2:04 5:06 3:45 3:07 4:56 2:05 2:00 2:45 1:55 5:34 2:18 2:40 2:14                               | Orchestra George Sârbu Dirijor: George Sârbu (1-2, 4, 6, 9, 13, 17-25) Orchestra "Lăutarii" din Chișinău Dirijor: Nicolae Botgros (3, 7, 10, 12, 14, 16) Orchestra Viorel Leancă Dirijor: Viorel Leancă (5, 8, 11, 15) | Electrecord                                   |
| 1999 | STC 001315 De dor, de frumos pe lume                                            | casetă audio           | A1. Toată lumea noaptea doarme A2. Arde foc sub opincuțe A3. Drag mi-i badea bălănel A4. Ăsta-i joc de pe la noi A5. Noi mergem după mireasă A6. Alunaș de pe deluț A7. La crâșma cu poloboace A8. Măi, bădiță, din Bosanci A9. Când aud fluier și scripcă A10. Dragul mamii, puiuț mic B1. Am trăit bine cu jocul B2. Scripcăraș cu strună veche B3. Vecină gălbinicioasă B4. Spune-mi, spune-mi mamă B5. Hora mare cu strigături B6. Supărarea, bat-o, Doamne! B7. Singurică-s, singurea B8. Of, urât și iar urât! B9. Trilișeștii din Iaslovăț B10. Asta-i hora mare | 2:42 1:50 2:31 2:04 2:05 2:00 2:45 3:45 3:07 4:56 2:08 1:55 1:25 2:50 2:14 2:37 5:06 2:40 2:18 4:03                                                        | Orchestra George Sârbu Dirijor: George Sârbu (A1, A4-A7, A10, B2, B4-B5, B8-B10) Orchestra "Lăutarii" din Chișinău Dirijor: Nicolae Botgros (A2, A9, B1, B3, B6-B7) Orchestra Viorel Leancă Dirijor: Viorel Leancă (A3, A8) | Electrecord                                   |
| 2001 | 3304-2 Lume, lume trecătoare                                                    | compact disc           | 1. Lume, lume trecătoare 2. Ce stai nună necăjită 3. M-am sfădit rău cu bădița 4. Norocul ce l-am avut 5. Fa leliță, lelișoară 6. Am avut un pui pe lume 7. Badea-i floare, între flori 8. Cântec de leagăn 9. M-o trimis mama la muncă 10. Opincuță hai la joc 11. Nu te bucura măi frate 12. Bătrânețea când te bate 13. Culăieș de la Mitoc 14. Colo-n vale la bordei 15. Ușurică-s ușurea 16. Bade nu mă ocoli 17. Săracă vecina mea 18. Badea-i țapinar 19. Colind 20. Bucovină mândră floare 21. Haida roată măi flăcăi | 2:49 2:11 2:15 3:41 1:55 2:50 3:09 3:50 3:18 1:27 2:54 3:05 2:12 2:43 2:14 3:09 2:31 3:10 1:53 2:27 2:01                                                   | Orchestra "Rapsozii Botoșanilor" Dirijor: Ioan Cobâlă | Roton                                         |
| 2001 | RoMC 3304 Lume, lume trecătoare                                                 | casetă audio           | A1. Lume, lume trecătoare A2. Ce stai nună necăjită A3. M-am sfădit rău cu bădița A4. Fa leliță, lelișoară A5. Săracă vecina mea A6. Norocul ce l-am avut A7. Badea-i floare, între flori A8. Cântec de leagăn A9. Ușurică-s ușurea A10. M-o trimis mama la muncă B11. Opincuță hai la joc B12. Colo-n vale la bordei B13. Nu te bucura măi frate B14. Am avut un pui pe lume B15. Culăieș de la Mitoc B16. Bătrânețea când te bate B17. Bade nu mă ocoli B18. Badea-i țapinar B19. Colind B20. Haida roată măi flăcăi B21. Bucovină mândră floare | 2:49 2:11 2:15 1:55 2:31 3:41 3:09 3:50 2:14 3:18 1:27 2:43 2:54 2:50 2:12 3:05 3:09 3:10 1:53 2:01 2:27                                                   | Orchestra "Rapsozii Botoșanilor" Dirijor: Ioan Cobâlă | Roton                                         |
| 2001 | Bukovina Songs                                                                  | compact disc           | 1. Arde foc sub opincuțe 2. Jocul arcanului 3. Trilișeștii din laslovăț 4. Cine a scornit doina 5. Of, urât și iar urât! 6. Toată lumea noaptea doarme 7. Scripcăraș cu strună veche 8. Mi l-o luat pe badea la arcan 9. Haida liuli, liuli dormi 10. Am trăit bine cu jocul 11. Cântec de nuntă 12. Singurică-s, singurea 13. La femei așa le place 14. Spune-mi, spune-mi mamă 15. Supărarea, bat-o, Doamne! 16. Inima pământ glodos 17. Hai la joc, la joc, la joc! 18. Care cuc mi-a cântat mie 19. Dragul mamii, puiuț mic 20. Alunaș de pe deluț 21. Cântec de leagăn | 1:49 3:03 2:17 5:09 2:39 2:41 1:55 1:44 3:18 2:07 2:35 4:05 2:19 2:50 2:36 3:21 1:57 2:59 4:55 1:59 3:13                                                   | Orchestra "Ciprian Porumbescu", Dirijor: George Sârbu (2-7, 11, 13-14, 16, 18-20 ) Orchestra "Lăutarii" din Chișinău Dirijor: Nicolae Botgros (1, 8-10, 12, 15); Orchestra Viorel Leancă Dirijor: Viorel Leancă (17, 21) | Oriente Musik OHG                             |
| 2002 | EDC 509 Mult mi-i drag să cânt, să joc                                          | compact disc           | 1. Am un dor ce mă omoară 2. Cine la joc nu se prinde 3. Asta-i horă bătrânească 4. Zi-mi, scripcare, la găină! 5. Lume, cine ți-a zis lume 6. Hai la joc, măi vătăjei! 7. Nu mă da, mamă, cu sila! 8. Ce mi-i drag nu mi-i urât 9. Ca și frunza veștejește 10. Cântec de leagăn 11. Gospodarii satului 12. Pe-o coastă, pe-un delușor 13. Ce stai, lelișoară-n prag 14. Hora de la Stupca 15. Valiu, valiu, ce-am pățit 16. Care cuc mi-o cântat mie 17. Știi, mamă, ce-am pus de gând 18. Cântec de nuntă 19. Mult mi-i drag să joc, să cânt 20. Greu îi dorul când îi dor 21. Jocul arcanului 22. Ardă-l focu' măritat 23. Plângi mireasă și nu sta 24. Cine-o zis dragoste mare | 2:46 2:17 2:24 2:11 3:04 1:25 4:03 2:47 2:39 3:12 1:25 3:01 3:04 2:44 2:34 2:58 4:33 2:38 2:29 2:42 3:03 2:49 3:49 3:23                                    | Orchestra Viorel Leancă Dirijor: Viorel Leancă (1-4, 6, 10-12, 15, 20) Orchestra George Sârbu Dirijor: George Sârbu (5, 7-9, 13-14, 16-19, 21-24) | Electrecord                                   |
| 2002 | STC 001491 Mult mi-i drag să cânt, să joc                                       | casetă audio           | A1. Hai la joc, măi vătăjei A2. Ce mi-i drag nu mi-i urât A3. Ca și frunza veștejește A4. Cântec de leagăn A5. Gospodarii satului A6. Pe-o coastă, pe-un delușor A7. Ce stai, lelișoară-n prag A8. Hora de la Stupca A9. Valiu, valiu, ce-am pățit A10. Nu mă da, mamă, cu sila B11. Mult mi-i drag să joc, să cânt B12. Greu îi dorul când îi dor B13. Jocul arcanului B14. Care cuc mi-o cântat mie B15. Ardă-l focu' măritat B16. Zi-mi, scripcare, la găină B17. Cine-o zis dragoste mare B18. Știi, mamă, ce-am pus de gând B19. Asta-i horă bătrânească | 1:25 2:47 2:39 3:12 1:25 3:01 3:04 2:44 2:34 4:03 2:29 2:42 3:03 2:58 2:49 2:11 3:23 4:33 2:24                                                             | Orchestra Viorel Leancă Dirijor: Viorel Leancă (A1, A4-A6, A9, B12, B16, B19) Orchestra George Sârbu Dirijor: George Sârbu (A2-A3, A7-A8, A10-B11, B13-B15, B17-B18) | Electrecord                                   |
| 2003 | 3472-2 Dacă n-ar fi horile...                                                   | compact disc           | 1. Dacă n-ar fi horile 2. De-ai ști bade cum nu știi 3. Dacă beau îi treaba mea 4. Bădiță Gheorghiță 5. Dorule, pustiu de câine (Du-te dor, pustiu de câine) 6. Joc de tremură pământul 7. Bade, noi pe unde-am fost 8. Omu' meu când m-o luat 9. Aici joc și rup pingele 10. Vai de suflețelul meu 11. Ion face cu sprânceana 12. Duce-m-aș de supărare 13. Cântec la zestre 14. Bat flăcăii la podele 15. C-așa jucau bătrânii 16. Frumos cu frumos se place 17. Lume, nu căta norocul 18. Hai la joc cumătră mare 19. Câte rele sunt pe lume 20. Lăsați hora slobodă | 3:44 2:46 4:09 1:48 3:10 2:10 3:51 2:43 2:12 2:23 3:08 3:47 1:48 1:45 1:56 2:18 2:38 2:12 2:29 1:51                                                        | Orchestra "Rapsozii Botoșanilor" Dirijor: Ioan Cobâlă | Roton                                         |
| 2003 | 3472-4 Dacă n-ar fi horile...                                                   | casetă audio           | A1. Dacă n-ar fi horile A2. De-ai ști bade cum nu știi A3. Dacă beau îi treaba mea A4. Bădiță Gheorghiță A5. Dorule, pustiu de câine (Du-te dor, pustiu de câine) A6. Joc de tremură pământul A7. Bat flăcăii la podele A8. Omu' meu când m-o luat A9. Cântec la zestre A10. Aici joc și rup pingele B11. Ion face cu sprânceana B12. Duce-m-aș de supărare B13. Bade, noi pe unde-am fost B14. Vai de suflețelul meu B15. C-așa jucau bătrânii B16. Frumos cu frumos se place B17. Lume, nu căta norocul B18. Hai la joc cumătră mare B19. Câte rele sunt pe lume B20. Lăsați hora slobodă | 3:44 2:46 4:09 1:48 3:10 2:10 1:45 2:43 1:48 2:12 3:08 3:47 3:51 2:23 1:56 2:18 2:38 2:12 2:29 1:51                                                        | Orchestra "Rapsozii Botoșanilor" Dirijor: Ioan Cobâlă | Roton                                         |
| 2004 | 3496-2 De-aici, din Țara de Sus                                                 | compact disc           | 1. De-aici, din Țara de Sus 2. Eu-s femeie cumsecade 3. Inimă cu-amărăciune 4. Hai cu toți la Bălăceană 5. Jelui-m-aș și n-am cui 6. Lume, dragă lume 7. Om frumos ca dumnealui 8. Când îngână noaptea zorii 9. Măi cobzare, măi cobzare 10. Măi fecior, negre sprâncene 11. Joacă nunta pe surcele 12. Șipușor, nu te vărsa 13. Cine-n lume-o scornit jocul 14. Nevastă ca mine nu-i 15. Spune-mi dragă primăvară 16. Jocul țapinarilor 17. Așa-i fata vicoveană 18. Cântă gură, cântă, cântă 19. Bade, mă întreabă mama 20. Măi Ionică, măi | 2:30 1:40 2:38 1:53 2:53 2:31 1:42 2:19 2:37 1:51 2:29 2:24 2:08 2:14 3:47 1:34 2:08 3:02 1:34 2:42                                                        | Orchestra "Rapsozii Botoșanilor" Dirijor: Ioan Cobâlă | Roton                                         |
| 2004 | 3496-4 De-aici, din Țara de Sus                                                 | casetă audio           | A1. De-aici, din Țara de Sus A2. Eu-s femeie cumsecade A3. Inimă cu-amărăciune A4. Hai cu toți la Bălăceană A5. Jelui-m-aș și n-am cui A6. Lume, dragă lume A7. Om frumos ca dumnealui A8. Când îngână noaptea zorii A9. Măi cobzare, măi cobzare A10. Joacă nunta pe surcele B11. Măi fecior, negre sprâncene B12. Șipușor, nu te vărsa B13. Cine-n lume-o scornit jocul B14. Nevastă ca mine nu-i B15. Spune-mi dragă primăvară B16. Jocul țapinarilor B17. Așa-i fata vicoveană B18. Cântă gură, cântă, cântă B19. Bade, mă întreabă mama B20. Măi Ionică, măi | 2:30 1:40 2:38 1:53 2:53 2:31 1:42 2:19 2:37 2:29 1:51 2:24 2:08 2:14 3:47 1:34 2:08 3:02 1:34 2:42                                                        | Orchestra "Rapsozii Botoșanilor" Dirijor: Ioan Cobâlă | Roton                                         |
| 2004 | 3553-2 Omule, pomule                                                            | compact disc           | a) Omule, pomule: 1. La strânsură b) Copilărie: 2. De leagăn 3. Joc de copii c) Obiceiuri de iarnă: 4. Colind 5. Jocul caprelor 6. Plugușor 7. Ursăreasca 8. De joc (instrumental) d) De dor și de cătănie: 9. Doru-i dor și omu-i om 10. Toamna când se duc recruții 11. Pe-o coastă, pe-un delușor 12. Mi l-o luat pe badea la arcan 13. Ard-o focu' cătănie (Cântec vechi de cătănie) e) De dragoste: 14. Hai la joc pe rând, pe rând 15. Foaie verde poamă 16. Murele sunt ochii tăi (Șapte mândre-ți țin cărarea) 17. Ce ești bade bănuit? 18. Descântec de dragoste f) Nuntă: 19. Alai de nuntă 20. La zestre 21. Plângi mireasă - iertăciune 22. Hai la joc măi vătăjei g) De lume: 23. Când eram la mama fată 24. La femei așa le place 25. Să trăiască omul meu 26. Când eram nevastă nouă h) De bătrânețe: 27. Lume, cine ți-a zis lume 28. De bătrânețe (A trecut viața ca gândul) i) Moarte: 29. Bocet (Scoală, scoală și privește) 30. De leagăn - e la început       | | Orchestra Viorel Leancă Dirijor: Viorel Leancă | Roton                                         |
| 2004 | 3553-4 Omule, pomule                                                            | casetă audio           | A1. Omule, pomule: 1. La strânsură A2. Copilărie: 2. De leagăn 3. Joc de copii A3 Obiceiuri de iarnă: 4. Colind 5. Jocul caprelor 6. Plugușor 7. Ursăreasca 8. De joc (instrumental) A4. De dor și de cătănie: 9. Doru-i dor și omu-i om 10. Toamna când se duc recruții 11. Pe-o coastă, pe-un delușor 12. Mi l-o luat pe badea la arcan 13. Ard-o focu' cătănie (Cântec vechi de cătănie) A5. De dragoste: 14. Hai la joc pe rând, pe rând 15. Foaie verde poamă 16. Murele sunt ochii tăi (Șapte mândre-ți țin cărarea) 17. Ce ești bade bănuit? 18. Descântec de dragoste B6. Nuntă: 19. Alai de nuntă 20. La zestre 21. Plângi mireasă - iertăciune 22. Hai la joc măi vătăjei B7. De lume: 23. Când eram la mama fată 24. La femei așa le place 25. Să trăiască omul meu 26. Când eram nevastă nouă B8 De bătrânețe: 27. Lume, cine ți-a zis lume 28. De bătrânețe (A trecut viața ca gândul) B9 Moarte: 29. Bocet (Scoală, scoală și privește) 30. De leagăn - e la început | | Orchestra Viorel Leancă Dirijor: Viorel Leancă | Roton                                         |
| 2006 | 3997-2 Ăsta-i joc din Bucovina                                                  | compact disc           | 1. Ăsta-i joc din Bucovina 2. Dacă n-ar fi sărbători 3. Bată-te fecior de lele 4. Ca la noi, la nimenea 5. Balada Catrinei 6. Bate vântul, zic dușmanii 7. De când ești cioban la oi 8. Vătăjel cu năfrămuță 9. Vorba dusă, nu se-ntoarce 10. Din Bosanci îi bădița 11. Mândră nevestică-s eu 12. Trage hora înspre mine 13. Doinele din ce-s făcute 14. Omu' poartă-n suflet dorul 15. Zestrea noastră îi aleasă 16. Măi bărbate floare rară 17. Scripcă, cine te-o scornit 18. Pavăl, Păvălaș 19. Când îmi văd opinca ruptă | 2:57 2:28 3:02 2:00 5:16 3:49 3:17 2:20 3:53 3:33 2:07 1:39 3:50 2:38 3:17 1:48 1:41 2:59 2:11                                                             | Orchestra Viorel Leancă Dirijor: Viorel Leancă | Roton                                         |
| 2006 | 3997-4 Ăsta-i joc din Bucovina                                                  | casetă audio           | A1. Ăsta-i joc din Bucovina A2. Dacă n-ar fi sărbători A3. Bată-te fecior de lele A4. Balada Catrinei A5. Bate vântul, zic dușmanii A6. De când ești cioban la oi A7. Vătăjel cu năfrămuță A8. Vorba dusă, nu se-ntoarce B9. Din Bosanci îi bădița B10. Mândră nevestică-s eu B11. Trage hora înspre mine B12. Doinele din ce-s făcute B13. Omu' poartă-n suflet dorul B14. Zestrea noastră îi aleasă B15. Măi bărbate floare rară B16. Scripcă, cine te-o scornit B17. Pavăl, Păvălaș B18. Când îmi văd opinca ruptă B19. Ca la noi, la nimenea | 2:57 2:28 3:02 5:16 3:49 3:17 2:20 3:53 3:33 2:07 1:39 3:50 2:38 3:17 1:48 1:41 2:59 2:11 2:00                                                             | Orchestra Viorel Leancă Dirijor: Viorel Leanca | Roton                                         |
| 2006 | Virtuozii Bucovinei                                                             | CD                     | 13. Măi bădiță din Bosanci 14. Mi-i drag să cânt și să joc (Mult mi-e drag să joc, să cânt) | 3:41 2:11 | Orchestra Viorel Leancă Dirijor: Viorel Leanca | Ana Sound                                     |
| 2007 | EDC 818 Mă mândresc că sunt româncă                                             | compact disc           | 1. Cine nu-i cu horile 2. Mă mândresc că sunt româncă 3. Dragi îmi mai sunt horile 4. Măi bărbate, măi om bun 5. Hai, bărbate, la cosit 6. Prin pădurea rară-n jos 7. Săleacu' puiuțul meu 8. Știi tu bade, ce ți-am spus 9. Nu știu puiu' ce nu vine 10. Of, puiuțu' drăguț 11. De ți-o fi de mine dor 12. Te duci bade cu cătane 13. Mândru-i jocul de feciori 14. Focu' de la inimioară 15. Eu la lacrimi nu bag seamă 16. Amărâtă turturică 17. Ardă cămașa pe tine 18. Măi bădiță cu par tuns 19. Nu crede flăcăului 20. Ce iubeam acum un an 21. Cine are dor pe vale 22. În poiana codrului 23. De te duci cumva în lume 24. Nu știu mamă, al meu bine 25. Pe imașul satului 26. Balada lui Ștefan cel Mare 27. Ce ești bade bănuit 28. Munte, munte, piatră seacă 29. La femei așa le place 30. Cine a scornit doina | 2:06 2:39 1:57 2:03 2:35 1:14 2:51 2:16 1:35 1:27 1:52 2:17 1:35 1:25 2:56 3:45 1:59 2:16 1:52 0:51 2:03 2:39 2:00 5:04 2:04 3:30 2:18 1:55 2:19 5:10      | Orchestra George Sârbu Dirijor: George Sârbu Cântece din Culegerea Voevidca (6-22, 28) | Electrecord                                   |
| 2008 | Muzică de Colecție - Volumul 41 - Jurnalul Național                             | compact disc           | 1. Mă mândresc că sunt româncă 2. Asta-i hora mare 3. Supărarea, bat-o, Doamne 4. Spune-mi, spune-mi, mamă 5. La crașma cu poloboace 6. Singurică-s, singurea 7. Măi bădiță din Bosanci 8. Noi mergem după mireasă 9. Cântă cucu-n vârf de nuc 10. Hai la joc, la joc, la joc 11. Drag mi-i badea bălănel 12. Vecină gălbinicioasă 13. Inimă, pământ glodos 14. Trilișeștii din Iaslovăț 15. Of, urât și iar urât 16. Scripcăraș cu strună veche 17. Balada lui Ștefan Cel Mare 18. Hai, bărbate la cosit 19. Nu știu, mamă, al meu bine 20. Ardă-l focu' măritat 21. Jocul arcanului 22. Nu mă da, mamă, cu sila 23. Hai la joc, măi vătăjei | 2:39 4:03 2:37 2:50 2:45 5:06 3:45 2:05 3:27 1:58 2:31 1:25 3:22 2:18 2:40 1:55 3:30 2:35 5:04 2:49 3:03 4:03 1:25                                         | Orchestra Ciprian Porumbescu Dirijor: George Sârbu (1-2, 4-5, 8, 13-22) Orchestra "Lăutarii" din Chișinău Dirijor: Nicolae Botgros (3, 6, 12); Orchestra Viorel Leancă Dirijor: Viorel Leancă (7, 9-11, 23) | Intercont Music & Electrecord                 |
| 2008 | 3304-2 Lume, lume trecătoare                                                    | compact disc           | 1. Lume, lume trecătoare 2. Ce stai nună necăjită 3. M-am sfădit rău cu bădița 4. Norocul ce l-am avut 5. Fa leliță, lelișoară 6. Am avut un pui pe lume 7. Badea-i floare, între flori 8. Cântec de leagăn 9. M-o trimis mama la muncă 10. Opincuță hai la joc 11. Nu te bucura măi frate 12. Bătrânețea când te bate 13. Culăieș de la Mitoc 14. Colo-n vale la bordei 15. Ușurică-s ușurea 16. Bade nu mă ocoli 17. Săracă vecina mea 18. Badea-i țapinar 19. Colind 20. Bucovină mândră floare 21. Haida roată măi flăcăi | 2:49 2:11 2:15 3:41 1:55 2:50 3:09 3:50 3:18 1:27 2:54 3:05 2:12 2:43 2:14 3:09 2:31 3:10 1:53 2:27 2:01                                                   | Orchestra "Rapsozii Botoșanilor" Dirijor: Ioan Cobâlă | Roton Distribuit împreună cu ”Ziarul de Iași” |
| 2008 | 4084-2 Oameni dragi și lume bună                                                | compact disc           | 1. Oameni dragi și lume bună 2. De știam cum știu amu 3. Merge badea la cosit 4. Mi-o zis mama să joc sus 5. Lasă-mă să fiu fudulă 6. Spune-mi bade și te joară 7. Zice badea, dumnealui 8. Nu juca în jurul meu 9. Bade cu cureaua lată 10. Miresuică nu mai plânge 11. Tulpănel cu trei puiuți 12. Asta-i fata lui Costan 13. De când joc cu oameni dragi 14. Pe sub deal, pe sub pădure 15. Vasîlică buze dulci 16. Miresuică, tu mireasă 17. Valiu, inimuța mea 18. Nu gândi bade, gândi | 3:53 2:16 2:39 2:17 2:58 3:35 2:23 1:42 2:20 3:37 1:51 2:25 2:32 2:49 2:28 2:06 4:07 3:09                                                                  | Orchestra Viorel Leancă Dirijor: Viorel Leancă | Roton                                         |
| 2008 | 4084-4 Oameni dragi și lume bună                                                | casetă audio           | A1. Oameni dragi și lume bună A2. De știam cum știu amu A3. Merge badea la cosit A4. Mi-o zis mama să joc sus A5. Lasă-mă să fiu fudulă A6. Spune-mi bade și te joară A7. Zice badea, dumnealui A8. Nu juca în jurul meu A9. Bade cu cureaua lată B10. Miresuică nu mai plânge B11. Tulpănel cu trei puiuți B12. Asta-i fata lui Costan B13. De când joc cu oameni dragi B14. Pe sub deal, pe sub pădure B15. Vasîlică buze dulci B16. Miresuică, tu mireasă B17. Valiu, inimuța mea B18. Nu gândi bade, gândi | 3:53 2:16 2:39 2:17 2:58 3:35 2:23 1:42 2:20 3:37 1:51 2:25 2:32 2:49 2:28 2:06 4:07 3:09                                                                  | Orchestra Viorel Leancă Dirijor: Viorel Leancă | Roton                                         |
| 2008 | 4346-2 În seara de Ajun *** Colinde și obiceiuri de iarnă ***                   | compact disc           | 1. În seara de Crăciun 2. Dă, Doamne 3. Colinda v-o închinăm 4. Steaua pe cer strălucea 5. Capra mea din Bucovina 6. Gospodină, gazdă mare 7. Leru-i Doamne, ler 8. Plugușor 9. Colind 10. Colindăm Doamne, colind 11. Jocul ursului 12. Sculați gazde, nu dormiți 13. Crenguță cu flori de măr 14. Jocul caprelor 15. Hai primiți colinda-n casă 16. Domnul Sfânt cu ucenicii 17. Ursăreasca 18. Colind | 3:33 2:36 3:50 4:44 2:26 2:47 2:12 4:55 1:55 4:18 2:33 3:01 2:27 2:10 3:33 3:42 4:18 3:01                                                                  | Orchestra Viorel Leancă Dirijor: Viorel Leancă | Roton                                         |
| 2009 | 4469-2 Singură-mi fac voie bună                                                 | compact disc           | 1. Singură-mi fac voie bună 2. Spune-mi mamă-n zi cu soare 3. La Vârvara lăudată 4. Ardă-te-ar, focu' urât 5. Așa ca la noi, mai rar 6. Inimă putregăioasă 7. Ce faci lele Nastasie? 8. Cu bărbatu' băutor 9. Usca-te-ai, să te usuci 10. Sus piciorul, lelișoară 11. Balada soldatului 12. Tot așa zic unele 13. Eu pe deal, badea-i pe gârlă 14. Măi Ionică, spic de grâu 15. Iată-i, săptămâna - joi 16. Hai opincă bate, bate 17. Trag la rău ca alții-n bine 18. Petrișor de la Falcău 19. Bădișor, ce gând te bate? 20. Doamne, cât mi-ar sta de bine! 21. Nu știu lume, nu știu zău 22. Liuli, liuli, puiuț dulce 23. Eu nu știu badea ce crede 24. Omu-n lume-i ca o floare | 2:52 3:19 3:24 2:26 2:35 4:29 2:47 3:16 2:45 1:56 4:52 2:45 3:55 1:44 2:30 1:27 3:53 2:07 3:32 1:38 2:45 5:01 1:51 2:12                                    | Orchestra Viorel Leancă Dirijor: Viorel Leancă | Roton                                         |
| 2009 | 4469-4 Singură-mi fac voie bună                                                 | casetă audio           | A1. Singură-mi fac voie bună A2. Spune-mi mamă-n zi cu soare A3. La Vârvara lăudată A4. Ardă-te-ar, focu' urât A5. Așa ca la noi, mai rar A6. Inimă putregăioasă A7. Ce faci lele Nastasie? A8. Cu bărbatu' băutor A9. Usca-te-ai, să te usuci A10. Sus piciorul, lelișoară A11. Iată-i, săptămâna - joi A12. Tot așa zic unele B13. Eu pe deal, badea-i pe gârlă B14. Măi Ionică, spic de grâu B15. Balada soldatului B16. Hai opincă bate, bate B17. Trag la rău ca alții-n bine B18. Petrișor de la Falcău B19. Bădișor, ce gând te bate? B20. Doamne, cât mi-ar sta de bine! B21. Nu știu lume, nu știu zău B22. Liuli, liuli, puiuț dulce B23. Eu nu știu badea ce crede B24. Omu-n lume-i ca o floare | 2:52 3:19 3:24 2:26 2:35 4:29 2:47 3:16 2:45 1:56 2:30 2:45 3:55 1:44 4:52 1:27 3:53 2:07 3:32 1:38 2:45 5:01 1:51 2:12                                    | Orchestra Viorel Leancă Dirijor: Viorel Leancă | Roton                                         |
| 2009 | 4623-2 Lie, Ciocârlie - Mihai Trăistariu                                        | compact disc           | 2. Supărarea, bate-o Doamne! | 2:36 | Orchestra "Lăutarii" din Chișinău Dirijor: Nicolae Botgros Notă: Duet cu Mihai Trăistariu | Roton                                         |
| 2011 | Oameni dragi și lume bună                                                       | DVD                    | 1. Ăsta-i joc din Bucovina 2. Bată-te fecior de lele 3. Ca la noi la nimenea 4. Când am fost nevastă nouă 5. Cântă cucu-n vârf de nuc 6. De când ești cioban la oi 7. Cine-o zis dragoste mare 8. Hai cu toți la Bălăceană 9. Inimă, pământ glodos 10. Haida roată măi flăcăi 11. La Vârvara lăudată 12. Lume cine ți-o zis lume 13. Mă mândresc că sunt româncă 14. Nu juca în jurul meu 15. Nu-s frumoasă, nici n-am fost 16. Oameni dragi și lume bună 17. Savetucă, Savetucă 18. Știi mamă ce-am pus de gând 19. Supărarea bate-o Doamne 20. Toată lumea noaptea doarme 21. Tulpănel cu trei puiuți 22. Valiu, valiu, ce-am pățit 23. Vecină gălbinicioasă | 2:53 2:59 1:57 2:50 3:30 3:12 3:23 1:50 3:22 1:59 3:21 3:07 2:39 1:38 4:12 3:49 2:35 4:33 2:34 2:41 1:48 2:35 1:22                                         | Orchestra Viorel Leancă Dirijor: Viorel Leancă (1-3, 6, 11, 14, 16, 21) Orchestra "Lăutarii" din Chișinău Dirijor: Nicolae Botgros (4, 15, 17, 19, 23) Orchestra George Sârbu Dirijor: George Sârbu (5, 6, 9, 12-13, 18, 20, 22) Orchestra "Rapsozii Botoșanilor" Dirijor: Ioan Cobâlă (8, 10)                                                | Ana Sound                                     |
| 2011 | 4749-2 Lume dragă am petrecut                                                   | compact disc           | 1. Lume dragă, am petrecut 2. Măi bădiță Grigoraș 3. Nu fii soacră supărată 4. De-ar fi lelea cum se ține 5. Drăguțu' mi-i ciobănaș 6. Badea-l meu cu strungăreață 7. Nime' nu ști ce mă doare 8. Când joacă nevestele 9. Mireasă, tu n-ai habar 10. Hai mamă, la vrăjitoare 11. De-ar muri om de urât 12. Vecina mea nu bea vin 13. Poale albe v-am ghilit 14. Peste deal, peste pârloagă 15. M-am trudit o vară-ntreagă 16. Doamne-ajută cui și cui 17. Nănaș mare, nănaș mare 18. De când am dor la inimă 19. Bădișor mustață neagră 20. Lele cu straițe bune 21. Merg pe drum, doru' mă-ntreabă 22. De-atâta amar ce duc 23. Rămâi stână sănătoasă | 2:50 2:50 4:09 2:18 3:23 3:58 3:40 2:17 2:38 3:17 2:47 2:18 2:12 3:22 3:19 2:54 3:02 2:55 2:32 2:00 2:32 2:31 2:23                                         | Orchestra Viorel Leancă Dirijor: Viorel Leancă | Roton                                         |
| 2012 | EDC 1083 Ca la Vicov                                                            | compact disc           | 1. Pentru toți românii mei 2. Ca la Vicov 3. Cine ne-o înstrăinat 4. Leagănă-te brad în vânt 5. Toamna când se duc recruții 6. Mi l-o luat pe badea la arcan 7. Haida, liuli, liuli, dormi 8. Omu-n lume-i ca și iarba 9. Bădiță din Voitinelu 10. Zi-mi măi dor, ce ai cu mine 11. Dorule, tu ești un câine 12. Joc din Vicov 13. Tot am zis, mă duc, mă duc 14. Vai de mine, ce mă fac 15. Fa, Fruzină 16. Măi codrule, măi 17. Vină cucule în sat 18. La o parte, faceți loc 19. Ia-ți mireasă iertăciune 20. Urâtă-i femeia mută 21. Eu cânt că mi-i lumea dragă 22. Păhărel cu floricele 23. Foaie verde poamă 24. De la mine pân' la badea | 2:38 1:24 2:24 2:06 1:55 1:45 3:19 2:00 2:45 2:01 3:10 1:45 3:36 1:27 3:11 3:24 3:52 3:00 1:17 1:26 5:01 1:47 3:53 3:02                                    | Orchestra "Lăutarii" din Chișinău Dirijor: Nicolae Botgros (1, 3, 6-7, 10, 17) Orchestra Ansamblului "Ciprian Porumbescu" din Suceava Dirijor: George Sârbu (2, 4, 8, 11-13, 18, 20-24) Orchestra Ansamblului "Ciprian Porumbescu" din Suceava Dirijor: Viorel Leancă (5, 9) Orchestra de muzică populară Radio Dirijor: George Sârbu (14-16) | Electrecord                                   |
| 2014 | 5239-2 Astăzi joc și mă simt bine                                               | compact disc           | 1. Astăzi joc și mă simt bine 2. Greu îi mamă prin străini 3. Păcat c-am îmbătrânit 4. S-o dus badea-n cătănie 5. Măi bădiță, măi Mitruș 6. Balada miresei părăsite 7. Haida, hai cu Doamne-ajută 8. Rămas bun, la toți de-acasă 9. Când îi omul necăjit 10. La badea cu multe oi 11. La crâșma din vârf de deal 12. Bădișor negruț la gene 13. Dumnezeu cât îi de mare 14. Lelița cu mult lipici 15. Doamne să mă ierți de dor 16. Hai bade-n joc și-om petrece 17. Mi-am făcut căsuță-n deal 18. Valiu, de rea boală zac 19. Săracă inima mea 20. Fost-ai bade, mândru-n lume 21. Bată-te sfântu' de dor | 2:26 3:53 4:03 2:58 2:22 4:37 3:06 3:13 2:31 3:37 2:14 2:52 2:25 2:21 2:06 3:21 3:25 3:38 1:54 3:15                                                        | Orchestra "Lăutarii" din Chișinău Dirijor: Nicolae Botgros | Roton                                         |
| 2015 | 5246-2 Nu sunt eu ca orișicare                                                  | compact disc           | 1. Nu sunt eu ca orișicare 2. Plângi inimă în pădure 3. Hai și-om bate pământul 4. Badea-l meu, în joc, ca vântul 5. Vădana 6. Mulți drăguți am mai avut 7. Sâmbătă la iarmaroc 8. În pârloagă, pe dâmbuț 9. Hai bădiță și-i vedea 10. Nevasta cu fală mare 11. Cucușor, cucuț bălan 12. Tu copilă, tu nevastă 13. Bădișor din Cernăuți 14. Ardă-te-ar focu' de lume 15. Bate Doamne omu', bate 16. Soacră mare, soacră mare 17. Bădișor cu părul tuns 18. Unde-i văduva rămasă 19. De-aș fi lume cum vrei tu 20. Merg în lume să trăiesc 21. Nuna-i femeie cătată 22. Lelea cu cozi împletite 23. Câtă jele mă încearcă | 1:35 2:55 2:48 2:47 3:38 2:45 3:22 3:33 1:52 2:45 3:40 2:43 2:12 3:37 2:02 2:59 2:20 2:10 1:53 3:18 2:42 2:07 3:25                                         | Orchestra Ansamblului Profesionist "Ciprian Porumbescu" din Suceava Dirijor: Viorel Leancă | Roton                                         |
| 2015 | 5415-2 Tezaur                                                                   | dublu compact disc     | 1.12. Sus pe culmea dealului 2.12. Fa, Fruzină | 1:55 3:42 | Orchestra "Rapsozii Botoșanilor" Dirijor: Ciprian Potoroacă | Roton                                         |
| 2016 | Ca la Vicov                                                                     | compact disc           | 1. Toată lumea noaptea doarme 2. Ăsta-i joc de pe la noi 3. Alunaș de pe deluț 4. Cântec haiducesc 5. Pentru toți românii mei 6. Ca la Vicov 7. Toamna când se duc recruții 8. Joc din Vicov 9. Fa, Fruzină! 10. Vină, cucule în sat 11. Eu cânt ca mi-e lumea dragă 12. Foaie verde poamă 13. De la mine pân' la badea 14. Cine la joc nu se prinde 15. Gospodarii satului 16. Ce stai lelișoară-n prag? 17. Știi mamă, ce-am pus de gând 18. Mult mi-i drag să joc, să cânt 19. Cine nu-i cu horile 20. La femei așa le place 21. Cine a scornit doina | 2:42 2:04 2:00 5:34 2:38 1:24 1:55 1:45 3:11 3:52 5:01 3:53 3:02 2:17 1:25 3:04 4:33 2:29 2:06 2:19 5:10                                                   | Orchestra George Sârbu Dirijor: George Sârbu (1-4, 6, 8-9, 11-13, 16-21) Orchestra Viorel Leancă Dirijor: Viorel Leancă (7, 14-15) Orchestra "Lăutarii" din Chișinău Dirijor: Nicolae Botgros (5, 10) | Drepturi de autor Taifasuri Media S.R.L.      |
| 2017 | Hai la hora mare!                                                               | DVD                    | 1. Hai la hora mare 2. Așa ca la noi mai rar 3. Hai ș-om bate pământul 4. Măi bădiță, măi Mitruș 5. Bată-te Sfântul de dor 6. Nu te bucura măi frate 7. Ca la Vicov 8. Când joacă nevestele 9. Singură-mi fac voie bună 10. Zice badea dumnealui 11. Mi-am făcut căsuță-n deal 12. Of, urât și iar urât 13. Nu sunt eu ca orișicare 14. Lasă-mă să fiu fudulă 14. Ardă-l focu' măritat 16. Când aud fluier și scripcă 18. Când e omul necăjit 18. La crașma din vârf de deal 19. Singurică-s singurea 20. Toată lumea noaptea doarme 21. Ardă-te-ar focu' urât 22. Lume dragă am petrecut 23. Dumnezeu cât îi de mare 24. De-ai ști bade cum nu știi 25. Bate vânt de primăvară 26. Spune-mi dragă primăvară 27. Hai la joc măi vătăjei 28. M-am trudit o vară-ntreagă (Multe-n lume am făcutu') 29. Nu fi soacră supărată 30. Ia-ți mireasă iertăciune (Iertăciunea la mireasă) 31. Rămas bun la toți de-acasă                                                                    | 2:29 2:31 2:45 2:18 3:12 2:53 1:24 2:14 2:51 2:19 3:17 2:40 1:29 2:54 2:49 3:06 2:27 3:29 5:07 2:44 2:23 2:47 2:45 2:46 2:20 3:43 1:24 3:15 4:06 1:17 3:07 | Orchestra "Lăutarii" din Chișinău Dirijor: Nicolae Botgros (1, 4, 5, 11, 16-19, 23, 31 ) Orchestra Viorel Leancă Dirijor: Viorel Leancă (2, 3, 8-10, 13, 14, 21, 22, 25, 27-29) Orchestra "Rapsozii Botoșanilor" Dirijor: Ioan Cobâlă (6, 24, 26) Orchestra George Sârbu Dirijor: George Sârbu (7. 12, 15, 20, 30)                            | Ana Sound                                     |
| 2018 | Ansamblul ”Ciprian Porumbescu” Suceava Cânt și joc pe plai străbun Partea I-a   | CD                     | 3. Când mergi, bade, la pădure 4. M-am gătit astăzi de joc | 3:00 2:24 | Orchestra Ansamblului ”Ciprian Porumbescu” din Suceava Dirijor: Răzvan Mitoceanu | Ana Sound                                     |
| 2018 | 5630-2 Tare-s mândră de-al meu neam                                             | compact disc           | 1. Doamne, Doamne ce-aș juca 2. Tare-s mândră de-al meu neam 3. Dragă megieșă, dragă 4. Of, of, of, măi Mihăiță 5. Prutule ce curgi la vale 6. Mamă care ai o fată 7. Când petrec și-am voie bună 8. Ieși leliță-n fuga mare 9. Asta-i Fruzinca măi vere 10. La crâșmuța din Falcău 11. Ard-o focul sărăcie 12. Bădița-i din satul meu 13. Duce-m-aș, n-aș mai veni 14. Așa-mi cânta mămuca 15. Joacă lenea cu minciuna 16. Măi bădiță, om nătâng 17. Bădișor cu casa-n dâmb 18. Hai fuguța Măriuță 19. Măi bădiță, mai cutare 20. Tot cu șipu' și lelița 21. Lângă gardul de nuiele 22. Am un bade și mi-i drag 23. Dac-ar fi joc azi și mâine | 2:33 2:34 3:45 2:56 3:11 3:14 3:20 2:44 2:05 2:53 4:18 2:25 2:32 1:46 3:03 4:44 2:32 3:31 1:57 3:49 2:15 1:48                                              | Orchestra Viorel Leancă Dirijor: Viorel Leancă | Roton                                         |
| 2019 | Colinde și obiceiuri din străbuni                                               | compact disc           | 1. Bună seara la fereastră 2. Auzit-am, auzit 3. Capra mea-i plină de jele (Capra mea) 4. Tu Ești Maica Preacurată 5. Ia uitați căluții mei 6. Bună seara gospodari 7. Jocul caprei 8. Maica Sfântă-L Ține-n brațe (Episcopul Macarie Țările Nordice) 9. Leru-i ler 10. Ursu' meu tare-i frumos (Ursu' meu tare-i bățos) 11. Ard-o focu' băutură | 4:47 3:03 2:42 2:53 2:34 3:26 2:42 4:02 3:20 4:16 2:48 | | Roton                                         |
| 2020 | 5560-2 Așa-i la noi datina                                                      | compact disc           | 1. Așa-i la noi datina 2. Tânără-am fost ca frăguța 3. Bade cât îi cătăni 4. Măritișu-i bun și rău 5. Miresuică cu cunună 6. Liuli, liuli (cântec de leagăn) 7. Bate vântul printre fagi 8. Tot îmi zice omul meu 9. De scârbă și de urât (Cât urât și scârbe-n lume) 10. Vasilică, ce-i cu tine? 11. Când de dor ești măcinat 12. Mândruță cu pui mărunți (Vine mândra de la grâu) 13. Cucul dacă mi-ar fi frate 14. De-ar avea inima glas 15. Jocul ista-i de demult 16. Urâte, focul te ardă 17. Toți zic că mă țin fudul 18. U, iu, iu, de pe deluț 19. Vine moartea mânioasă 20. Te rog pe Tine, Doamne | 3:51 2:17 3:22 3:02 3:09 2:35 3:21 2:50 2:24 2:50 3:30 2:44 2:55 2:54 2:41 3:46 2:49 1:58 3:24 6:19                                                        | Orchestra "Lăutarii" din Chișinău Dirijor: Nicolae Botgros (1, 8, 12, 15, 17) Orchestra Viorel Leancă Dirijor: Viorel Leancă (2-7, 9-11, 13, 14, 16, 18-20) | Roton                                         |
| 2020 | 5751-2 Idei - Margareta Pâslaru                                                 | compact disc           | 4. Două soacre la un loc | 2:10 | Orchestra "Rapsozii Botoșanilor" Dirijor: Ioan Cobâlă Notă: Duet cu Margareta Pâslaru pe negativul cântecului ”C-așa jucau bătrânii”. Strigături de nuntă | Roton                                         |

## Filmografie

### Lungmetraje
- Ciprian Porumbescu (1973) - solistă de muzică
- Cantemir (1975)
- Orașul văzut de sus (1975)
- Urgia (1978) - solistă de muzică
- Cântarea României
- Vînătoarea de vulpi (1980)
- Ochi de urs (1983)
- Casa din vis (1992) - Nadoleanca
- Sarea în bucate (2001)

### Scurtmetraje
- Omule, pomule (1973)
- De dor de frumos pe lume
- Lumini și umbre
- Povestea lemnului care cântă
- Să învățăm să cântăm românește